# Traiguen (kommun i Chile)
Traiguen är en kommun i Chile.   Den ligger i provinsen Provincia de Malleco och regionen Región de la Araucanía, i den södra delen av landet, 600 km söder om huvudstaden Santiago de Chile.
Trakten runt Traiguen består till största delen av jordbruksmark. Runt Traiguen är det glesbefolkat, med 20 invånare per kvadratkilometer.